# Фан-Фан (торгово-развлекательный центр)
Торгово-развлекательный центр «Фан-Фан» — ТРЦ в городе Екатеринбурге, по Ясной улице, 2, на пересечении с Московской и Посадской улицами. Общая площадь пятиэтажного центра составляет 32000 м² (10-е место среди ТРЦ города), площадь торговых помещений — 20000 м², площадь земельного участка — 8020 м², парковочных мест — 369, в том числе крытых — 146.
Строительство центра началось в 2006 на месте автостоянки, компанией «Фин-Инвест-Строй». Первоначально планировалось открыть его 1 марта 2009, однако сроки были перенесены . Открытие центра планировалось 15 августа 2009, однако срок перенесен на 5 сентября, когда состоялось «техническое» открытие, в том числе заведения на 1 и 4 этажах. Полностью ТРЦ заработал к 15 ноября 2009.
Название и фирменный стиль ТРЦ «Фан-Фан» разработан английской компанией Minale Tattersfield.
Рядом с центром расположена крупная транспортная развязка на пересечении улиц Ясной, Московской, Посадской и Большакова, часть которой, позволяющая соединить улицы Посадскую, Большакова и Ясную, сдана 27 августа 2009.

## Описание центра
На всех рекламных материалах были отображены девушки-близнецы, модели и актрисы. Рабочим слоганом для ФАН-ФАНа стала фраза: «Дважды шопинг — дважды радость». В центре, по стилю, яркому и динамичному, расположены заведения якорных арендаторов, в том числе:
- «МегаМарт», на 1 этаже, открыт 5 сентября 2009;
- «Техносила», на 3 этаже, третий магазин сети в городе, открыт 19 сентября 2009[7], позже закрыт;
- супермаркет для детей «Дочки & Сыночки» на 3 этаже, открыт в ноябре 2009;
- «L’etoile», на 1 этаже, открыт 5 сентября 2009, позже закрыт;
- фитнес-центр «Fitnes Fun», на 5 этаже, открыт 20 октября 2009;
- «Макавто» — «Макдоналдс», на 1 этаже, круглосуточный, открыт 2 сентября 2009;
- парк развлечений «Hippo Бегемот» с детской игровой зоной с интерактивными животными, боулингом и русским бильярдом, спорт-баром, на 4 этаже, открыт 5 сентября 2009;
- «Palmetta» — на 2 м этаже.

68 бутиков (в т. ч салоны «Евросеть» и «Связной», «Холстинка», «Дива», аптека «Диана»), офисные помещения, кроме того планировались каток, фуд-корт, круглогодичная веранда под открытым небом (впервые в городе), ежедневный фаст-мюзикл.

Я присутствовала на открытие многих торговых центров Екатеринбурга. Практически у каждого есть своё лицо, но не такое ярко выраженное, как у «Фан-Фана»,— отметила Вера Соловьева, министр торговли Свердловской области.— Здесь есть своя концепция, идеология, которая будет, я уверена, очень перспективной и востребованной. И хотя торговый центр ориентирован на молодёжь, в нём будет комфортно и семьям. Ведь здесь есть все, чтобы можно было отдохнуть всей семьей. Я желаю «Фан-Фану» развития, большого числа покупателей и удачи.